# Сульфенілієвий іон
Сульфенілієвий іон (рос. сульфенилиевый ион, англ. sulfenylium [sulfenium*] ion) — катіон зі структурою RS+ (R ≠H). Термін походить від сульфенової кислоти. Синонім гідрокарбілсульфанілієві йони походить від сульфану H2S. Пр., метилсульфанілієвий або метан-сульфенілієвий іон CH3S+.